# Blätterbauer Gizella
Blätterbauer Gizella Karolina (férjezett nevén dr. Hajós Kálmánné) (Pécs, 1870. március 20. – Budapest, 1939. február 3.) opera-énekesnő (koloratúrszoprán).
Meixner Mihály rádiós zenei szerkesztő, műsorvezető nagyanyja.

## Élete
Blätterbauer Vencel pécsi órás és Reitter Rozina lánya. 1887 és 1889 között a budapesti Zeneakadémián tanult Adele Passy-Cornet opera-énekesnő növendékeként. 1891 júniusában a frankfurti operához szerződött, majd négy évvel később a stuttgarti operához. 1897. április 22-én A hugenották Valois Margitjaként debütált a budapesti Operaházban. Tíz éven át volt a társulat tagja.
1905. július 6-án Budapesten, a Terézvárosban házasságot kötött dr. kakasdi Hajós Kálmán János ügyvéddel, későbbi országgyűlési képviselővel. Gyermekük a 104 éves korában elhunyt kakasdi Hajós Aranka („Dódy”)

## Szerepei
- Giacomo Meyerbeer: A hugenották – Valois Margit
- Meyerbeer: Észak csillaga – Katalin
- Meyerbeer: Az afrikai nő – Inez
- Verdi: Traviata – Violetta
- Verdi: Rigoletto – Gilda
- Puccini: Bohémélet – Musetta
- Hubay Jenő: A cremonai hegedűs – Giannina
- Erkel Ferenc: Hunyadi László – Gara Mária